# Бенедикт (епископ Брешиа)
Бенедикт (лат. Benedictus; умер в 761) — епископ Брешиа с 753 года.

## Биография
О происхождении и ранних годах жизни Бенедикта ничего не известно. В 753 году он получил епископскую кафедру в городе Брешиа, став здесь преемником епископа Виталия.
Начиная со времён епископа Бенедикта, Брешианская епархия в течение более ста лет находилась под особым покровительством итальянских правителей. Первым из таких монархов был взошедший на престол в 756 году король лангобардов Дезидерий. Он и его супруга Анса, уроженцы Брешиа, а также члены их семьи дали несколько дарственных хартий церквям и монастырям родного города. Так, в 753 году по повелению Дезидерия была построена церковь Святого Спасителя, в 763 году ставшая частью монастыря, посвящённого святой Юлии Корсиканской. В 756 или 758 году король лангобардов передал этой обители часть мощей Софии и её дочерей, до того находившихся в Риме на попечении пап. Особенно увеличилось число таких дарений с 759 года.
Епископ Бенедикт — один из немногих глав Брешианской епархии V—VIII веков, упоминающийся в современных ему исторических источниках. Его подпись стоит под дарственной хартией, данной в 761 году Дезидерием и Ансой церкви Святого Спасителя.
Предполагается, что вскоре после подписания этого документа Бенедикт умер. В поминальной книге из монастыря Святой Юлии сохранилась запись о смерти епископа. Новым епископом Брешиа с согласия Дезидерия стал Ансоальд, в хронике нотария Родольфо названный близким родственником короля лангобардов.